# Luís Mena e Silva
Luís Falcão de Mena e Silva (Abrantes, 24 de enero de 1902-Lisboa, 3 de agosto de 1963) fue un jinete portugués que compitió en las modalidades de doma y salto ecuestre. 
Participó en tres Juegos Olímpicos de Verano entre los años 1936 y 1960, obteniendo dos medallas, bronce en Berlín 1936 y bronce en Londres 1948.

## Palmarés internacional
| Juegos Olímpicos | Juegos Olímpicos  | Juegos Olímpicos  | Juegos Olímpicos |
| Año              | Lugar             | Medalla           | Categoría        |
| ---------------- | ----------------- | ----------------- | ---------------- |
| 1936             | Berlín (Alemania) | Medalla de bronce | Por equipos      |

| Juegos Olímpicos | Juegos Olímpicos      | Juegos Olímpicos  | Juegos Olímpicos |
| Año              | Lugar                 | Medalla           | Categoría        |
| ---------------- | --------------------- | ----------------- | ---------------- |
| 1948             | Londres (Reino Unido) | Medalla de bronce | Por equipos      |